# Horst Nußbaumer (Politiker)
Horst Nußbaumer (* 30. März 1949 in Linz) ist ein ehemaliger österreichischer Politiker (FPÖ) und Geschäftsführer. Nußbaumer war von Oktober 1993 bis Juni 1994 aus dem Bundesland Oberösterreich entsandtes Mitglied des österreichischen Bundesrats.

## Werdegang
Horst Nußbaumer wurde 1949 in der oberösterreichischen Landeshauptstadt Linz geboren. Er besuchte nach dem Absolvieren der Pflichtschule eine Handelsschule sowie ein Wirtschaftsgymnasium in Regensburg. Von 1968 bis 1976 war Nußbaumer in der Folge bei unterschiedlichen Zeitungen, wie etwa dem Linzer Volksblatt, dem Tagblatt, den Oberösterreichischen Nachrichten und der Ski-Welt, als Journalisten-Aspirant bzw. Redakteur tätig. In den Folgejahren von 1976 bis 1980 war er freier Journalist, ehe er 1980 geschäftsführender Gesellschafter der Werbeagentur WerbePlan in Linz wurde. Anschließend war er auch geschäftsführender Gesellschafter der Werbeagentur Trademark.
1992 wurde Nußbaumer hauptberuflich in der Politik tätig, als er zum Landesgeschäftsführer der FPÖ Oberösterreich bestellt wurde. Am 12. Oktober 1993 wurde Horst Nußbaumer als Nachfolger des in den Nationalrat gewechselten Alois Pumberger vom Oberösterreichischen Landtag in den Bundesrat entsandt. Die Angelobung erfolgte in der 575. Bundesratssitzung am 4. November 1993. Im Bundesrat war Nußbaumer Mitglied des Ausschusses für Familie und Umwelt, des Gesundheitsausschusses sowie des Ausschusses für Land- und Forstwirtschaft und Ersatzmitglied des Sozialausschusses, des Umweltausschusses und des Ausschusses für Wissenschaft und Forschung. Nachdem er mit 30. Juni 1994 auf das Bundesratsmandat verzichtet hatte, übernahm Ursula Haubner dieses.